# Petrocosmea forrestii
Petrocosmea forrestii là một loài thực vật có hoa trong họ Tai voi. Loài này được Craib miêu tả khoa học đầu tiên năm 1919.

## Hình ảnh

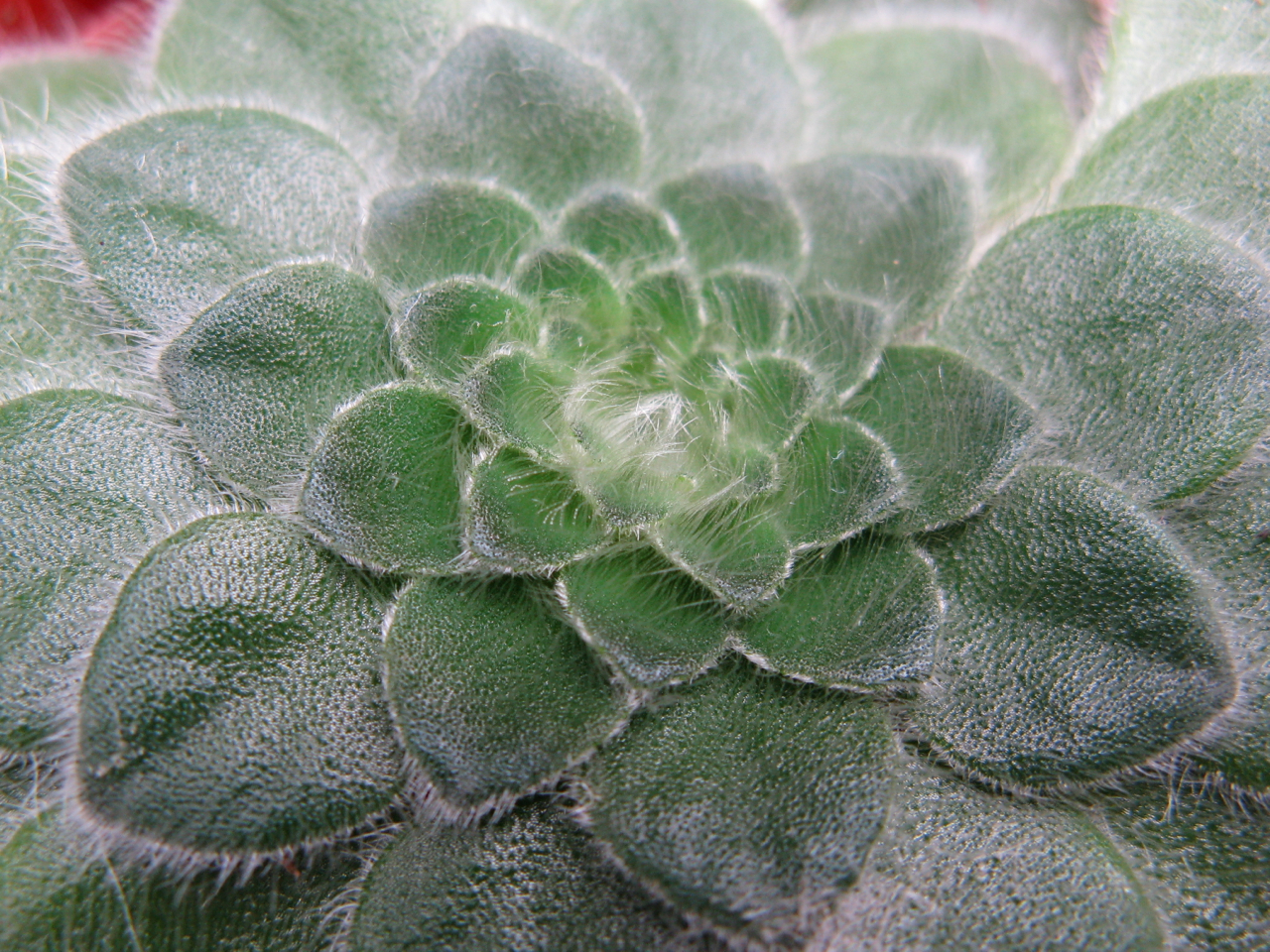
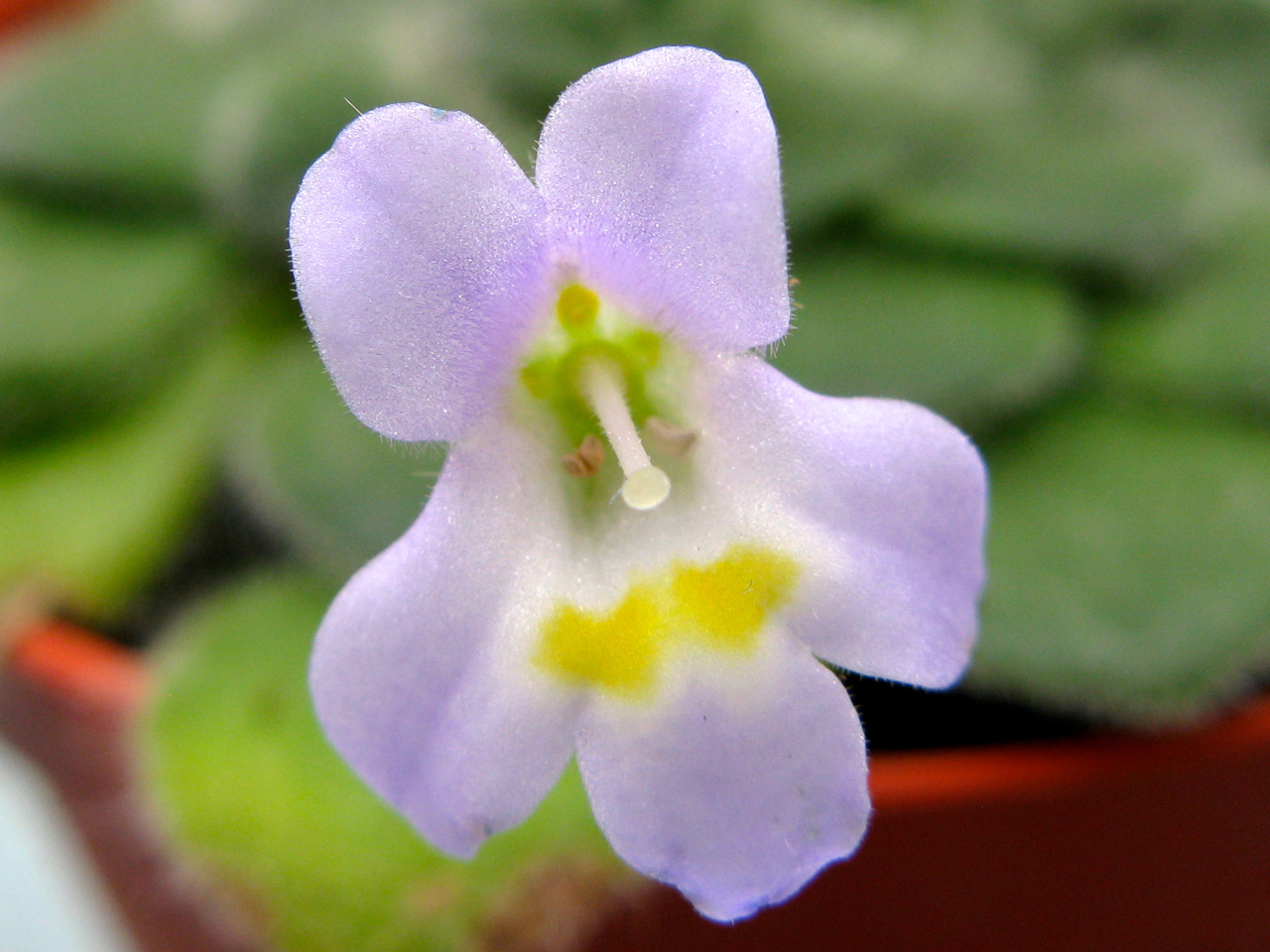